# Celebrating William Parker at 65
Celebrating William Parker at 65 ist ein Jazzalbum von Bobby Zankel & the Wonderful Sound 6. Die am 21. Januar 2017 live im Painted Bride Arts Center in Philadelphia entstandenen Aufnahmen erschienen im Juli 2017 auf Not Two Records.

## Hintergrund
Diese Aufnahme stammt von einem Livekonzert im Painted Bride Arts Center in Philadelphia zu Ehren des Bassisten William Parker kurz nach dessen Vollendung des 65. Lebensjahres, bei dem er zudem als Bassist fungierte. Der in Philadelphia lebende Altsaxophonist Bobby Zankel, der mit Cecil Taylor ebenso wie mit The Dells zusammengearbeitet hatte, initiierte das Konzert und das Album. 
Zankel komponierte, arrangierte und leitete eine vierteilige Suite für ein Sextett. Die Violinistin Diane Monroe, ehemaliges Mitglied des Uptown String Quartet und des String Trio of New York, der Pianist Dave Burrell, dessen Fähigkeiten bereits Archie Shepp und David Murray nutzten, und Schlagzeuger Muhammad Ali, bekannt aus dem in den 1970er Jahren in Paris beheimateten Quartett Center of the World um Frank Wright, lebten 2017 ebenfalls in der Stadt. Der New Yorker Posaunist Steve Swell, der wie die zuvor genannten auch in Zankels Bigband Warriors of the Wonderful Sound spielte, komplettierte die Besetzung.

## Titelliste
- Bobby Zankel & the Wonderful Sound 6: Celebrating William Parker at 65 (Not Two Records – MW962-2)[1]

1. Celebrating William Parker at 65 Suite, Pt. 1 (Featuring William Parker) 8:53
2. Celebrating William Parker at 65 Suite, Pt. 2 (Featuring William Parker) 11:44
3. Celebrating William Parker at 65 Suite, Pt. 3 (Featuring William Parker) 18:08
4. Celebrating William Parker at 65 Suite, Pt. 4 (Featuring William Parker) 6:31

Die Kompositionen stammen von Bobby Zankel.

## Rezeption
Nach Ansicht von Victor L. Schermer, der das Album in All About Jazz rezensierte, präsentiert Bobby Zankels „Wonderful Sound 6“ sich hier als reduziertes Ensemble aus seiner hochmodernen Bigband, das die Grenzen des Avantgarde-Jazz bis an die Grenzen auslote, dabei aber den pulsierenden Rhythmus, die Phrasierung und den Blues-Charakter im Herzen der Musik bewahre. Neben seinem Saxophon-Künstlertalent sei Zankel ein Genie des Komponierens und Arrangierens; er schaffe es, den einzelnen Musikern freie Hand zu lassen und gleichzeitig eine stimmige Struktur und Entwicklung zu bewahren, die Seele und Schönheit vermittle. Die Komposition bestehe aus suggestiv anregenden Impulsen, die spontane Entfaltung und kreative Freiheit ermöglichen würden. Das ausführende Ensemble könne praktisch alles spielen. Dennoch seien die Musiker so gut aufeinander abgestimmt, dass sie eine organisierte Gesamtheit von hoher künstlerischer Qualität schaffen würden. Dieses Album präsentiere das Beste und Zugänglichste der Avantgarde-Musik. Für Neulinge sei es eine großartige Möglichkeit, in ein Genre einzusteigen, das ihnen vielleicht noch unbekannt ist. Echte Liebhaber täten gut daran, es in ihre Sammlung aufzunehmen.
Dieses Sextett würde nostalgische Anwandlungen meiden und stattdessen das Goldene Zeitalter eines Bandmitglieds feiern, schrieb Ken Waxman (JazzWord). Es beweise, dass in der energetischen Musik immer noch jede Menge Potential steckt. Gespielt von engagierten Musikern klinge „The New Thing“ immer noch neu. Celebrating William Parker at 65, eine vierteilige Suite zu Ehren des 65. Geburtstags des Bassisten William Parker, der scheinbar mit jedem Musiker gespielt hat, der an experimentellen Klängen interessiert ist, sei doppelt relevant, da es bestätigt, dass kreative Musiker nicht verschwinden, nur weil sie außerhalb von New York oder Chicago leben. Zankel, Swell und Parker hätten schon lange mit Taylor zusammengearbeitet, und an manchen Stellen erinnere Celebrating William Parker at 65 an Taylors Ausflüge in groß angelegte, vielschichtige Interpretationen. Es fänden sich auch Anklänge an Ornette Colemans Ideen für elektrifizierte Bands sowie auch traditionellere Sequenzen.